# Clathria major
Clathria major är en svampdjursart som beskrevs av Jörn Hentschel 1912. Clathria major ingår i släktet Clathria och familjen Microcionidae. Inga underarter finns listade i Catalogue of Life.